# Classe Chester
La classe Chester, varata nel 1906, era costituita da incrociatori statunitensi, 3 in tutto, che dovevano assolvere al ruolo di esploratori per la squadra da battaglia statunitense. Le navi nel 1920 vennero ridesignate incrociatori leggeri fino alla loro radiazione. La Chester fu la prima unità di squadra della US Navy ad avere turbine a vapore di tipo Parsons; la Salem ricevette turbine Curtis mentre la Birmingham dei tradizionali motori a vapore reciprocativi.

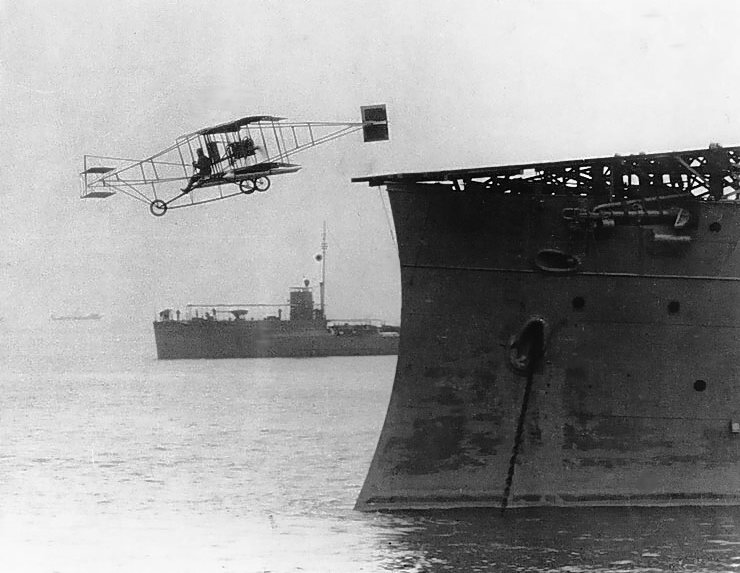
Il pilota Eugene Ely decolla dalla USS Birmingham, Hampton Roads, Virginia, 14 novembre 1910.

La Birmingham fu la prima nave al mondo a lanciare un aeroplano di tipo Wright da una piattaforma in legno realizzata sul castello di prua per una ventina di metri, nel 1910.

## Navi
- USS Chester (CL-1)
- USS Birmingham (CL-2)
- USS Salem (CL-3)